# Intel 8096
Intel 8096 je 16bitový mikropočítač harvardské architektury (rodina MCS-96). Oproti starším modelům jako 8051 či 8048, ze kterých vychází, obsahuje navíc A/D převodník na vstupu a D/A převodník na výstupu, může tedy zpracovávat i analogový signál. Krom převodníků zahrnuje celé zařízení ještě:
- 12 MHz hodiny, oscilátor součástí čipu
- plně duplexní sériovou vstupně/výstupní linku (UART)
- dva 16bitové čítače/časovače a watchdog
- 40 programovatelných vstupně/výstupních linek, dělených pěti paralelními 8bitovými branami
- paměti 232 bajtů RAM a 4–32 KiB ROM
- umožňuje adresovat 64 KiB externí paměti pro data i program (PC je 16bitový)
- 38 speciálních funkčních registrů
- 16bitová ALU

Na čipu je integrováno cca 120 000 tranzistorů. Dnes prodávané modifikace jsou 32bitové. Napájen byl pomocí +5 V. Existují i simulátory (viz odkazy níže).